# Driesch (Zeitschrift)
Driesch (Untertitel: Zeitschrift für Literatur & Kultur) war eine österreichische Literaturzeitschrift, die von 2010 bis 2014 vierteljährlich erschien.
Die 2010 von Haimo L. Handl gegründete Zeitschrift erschien im Driesch Verlag mit Sitz in Drösing, Österreich. Jede Ausgabe hatte einen Themenschwerpunkt. Bis zur Einstellung 2014 erschienen insgesamt 20 Ausgaben.
Publiziert wurden Lyrik, Prosa und Kulturessays sowie Rezensionen in allen Sprachen, wobei Texte auf Deutsch und Englisch im Original veröffentlicht wurden, alle anderen mit deutscher oder englischer Übersetzung. Weiters wurden Graphiken (Fotografie, Zeichnung, Cartoon) publiziert. Der Fremdsprachenanteil machte gut ein Fünftel der Beiträge aus. Die Autoren, Übersetzer und Künstler stammten aus allen Teilen der Welt, allerdings überwogen jene aus Österreich, Deutschland und Osteuropa. 
In der Redaktion arbeiteten mit Herausgeber Haimo L. Handl die Redakteure Franz Blaha, Gabriele Folz-Friedl, Maria Hammerich-Maier und Elfie Resch. Die Ausgaben wurden in Präsentationen, meist in Wien, vorgestellt. Zusätzlich erfolgten Lesungen im In- und Ausland sowie Messebeteiligungen.
Zu den veröffentlichten Autoren gehören Michal Ajvaz,  Vüqar Aslanov, Martin Auer, Christian Baier, Rafael Cadenas, Manfred Chobot, Jan Decker, Martin Dragosits, Klaus Ebner, Jürgen Kross, Joanna Lisiak, Nicole Makarewicz, René Oberholzer, Clemens Ottawa, Heinz Pusitz, Dominik Riedo, Josep Navarro Santaeulàlia, Susanne Scholl, Andreas Tiefenbacher und Eberhard Wagner.